# Apollo (Freimaurerloge)

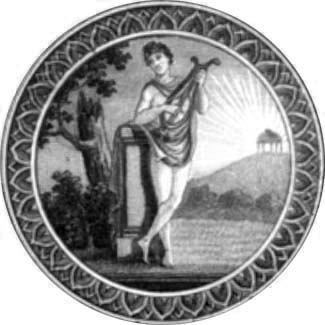
Vignette der Loge Apollo

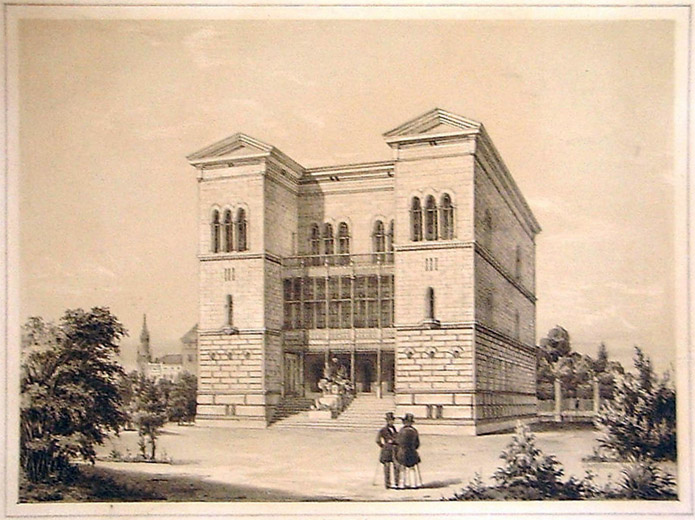
Gemeinsames Logengebäude mit der Loge Balduin zur Linde in der Elsterstraße 2 (Rückansicht)

Apollo ist eine Freimaurerloge in Leipzig.

## Geschichte
Am 6. August 1799 gründete Christian Gottfried Kretschmann (* 1744) zusammen mit sieben weiteren Freimaurer-Brüdern in seiner Wohnung eine Freimaurerloge unter dem Namen Zur grünenden Eiche. Diese Loge wurde von den Leipziger Logen Minerva zu den drei Palmen und Balduin zur Linde jedoch nicht anerkannt. Im Juni 1801 warf man Kretschmann „in Geldsachen bedenkliches Gebaren“ vor, und die Loge wurde geschlossen. Unter dem Namen Apollo zu den drei Akazien wurde sie sogleich wiedereröffnet. Am 5. Mai 1805 wurde die Loge mit einer Konstitution der preußischen Großen National-Mutterloge „Zu den drei Weltkugeln“ als Loge Apollo Nr. 212 i. O. Leipzig – benannt nach Apollo, dem griechischen Gott des Lichts und der Kunst – in die Matrikeln eingetragen.
Das Logenlokal befand sich zunächst im „Goldenen Schiff“ in der Fleischergasse, danach im Obermannschen Haus, Brühl 5. Von 1808 bis 1823 war die Loge in „Krafts Hof“, Brühl 47, ansässig, danach im „Plauenschen Hof“, Brühl 23. 1847 ließen die Logen Apollo und Balduin zur Linde vom Architekten Eduard Pötzsch ein gemeinsames Logenhaus in der Elsterstraße 2, Ecke Zentralstraße erbauen. Am 24. Juni 1852 schlossen die beiden Logen einen Gesellschaftsvertrag, damit verbunden war eine Hausordnung für das gemeinsame Logenhaus.
Am 11. Oktober 1815 trat die Loge Apollo der Großen Landesloge von Sachsen bei. Am 4. Juni 1836 wurde in die Loge der erste Bruder jüdischen Glaubens aufgenommen und damit der erste in eine sächsische Loge.
Ab 1932 sagte sich ein Großteil der Brüder von der Freimaurerei los. Im Frühjahr 1933 löste sich die Loge schließlich selbst auf.
Am 21. April 1991 erfolgte die Lichteinbringung der Loge Weißer Bär in Auerbachs Keller und am 14. Dezember 1991 die Installation und Lichteinbringung der Deputationsloge Athene zur Einigkeit. Unter dem Motto „Weisheit der Athene, Stärke des Bären, Schönheit des Apollo“ vereinigten sich beide Logen am 5. Mai 2005 zur historischen Loge Apollo, die damit wiedergegründet wurde.

## Bekannte Mitglieder der Loge
- August Ferdinand Anacker, Komponist (Aufnahme: 1816)
- Ernst Anschütz, Lehrer an der Bürgerschule, Dichter und Komponist (Aufnahme: 1809)
- Julius Ferdinand Blüthner, Gründer der Pianofortefabrik Blüthner (Aufnahme: 1882)
- Alfred Brehm, Gymnasiallehrer, Verfasser von Brehms Thierleben (Aufnahme: 1858)
- Karl Rudolf Brommy, Marineoffizier und Konteradmiral (Aufnahme: 1827)
- August Ludwig Diemer, Rechtsgelehrter (1807 Meister vom Stuhl)
- Friedrich August Eckstein, Altphilologe und Pädagoge, Rektor der Thomasschule (Aufnahme: 1863, 1864–1870 und 1872 Meister vom Stuhl)
- Johann Friedrich Erdmann, Mediziner (Aufnahme: 1809)
- Otto Linné Erdmann, Chemiker (Aufnahme: 1827, 1832 Meister vom Stuhl)
- Gottfried Joseph Gabriel Findel, Schriftsteller und Verleger
- Friedrich Ferdinand Gottlieb von Globig, Geheimer Rat und Oberkammerherr
- Caspar René Gregory, evangelischer Theologe amerikanischer Herkunft (Aufnahme: 1900)
- Carl Augustin Grenser, Flötist und Musikhistoriker, Mitglied des Gewandhausorchesters (Aufnahme: 1815)
- Emil Franz Hänsel, Architekt (Aufnahme: 1899)
- Harro Harring, Revolutionär und Dichter
- Karl von Hase, evangelischer Theologe (Aufnahme: 1828)
- Ernst Innozenz Hauschild, Direktor der 4. Bürgerschule, Reformpädagoge und Gründer des ersten Schrebervereins (Aufnahme: 1854)
- Carl Heine, Rechtsanwalt, einer der bedeutendsten Unternehmer Leipzigs (Aufnahme: 1854)
- Gustav Friedrich Held, Jurist (Aufnahme: 1827)
- Friedrich Hofmeister, Musikalienhändler (Aufnahme: 1825)
- Wilhelm Hofmeister, Musikalienhändler, Professor für Botanik (Aufnahme: 1847)
- Heinrich Otto Irmler, Pianofortefabrikant (Aufnahme: 1849)
- Heinrich August Kerndörffer, Autor und Privatgelehrter (Aufnahme: 1805, 1809 und 1824 Meister vom Stuhl)
- August Kneisel, Lithograf
- Friedrich Wilhelm Lindner, Theologe
- Friedrich Ludwig Meissner, Mediziner (Aufnahme: 1820, 1835–1851 Meister vom Stuhl)
- Ernst Mey, Kaufmann, Begründer der Firma Mey & Edlich (Aufnahme: 1870)
- Christian August Pohlenz, Komponist und Gesangslehrer, Gewandhauskapellmeister (Aufnahme: 1820)
- Christian Ludwig Seebaß, Philosoph (1805 Meister vom Stuhl)
- Gottfried Tauber, Instrumentenhändler und Optiker
- Benedictus Gotthelf Teubner, Verleger und Stadtrat (Aufnahme: 1823)
- Clemens Thieme, Architekt, Gründer des Deutschen Patriotenbundes und Initiator des Völkerschlachtdenkmals (Aufnahme: 1888)

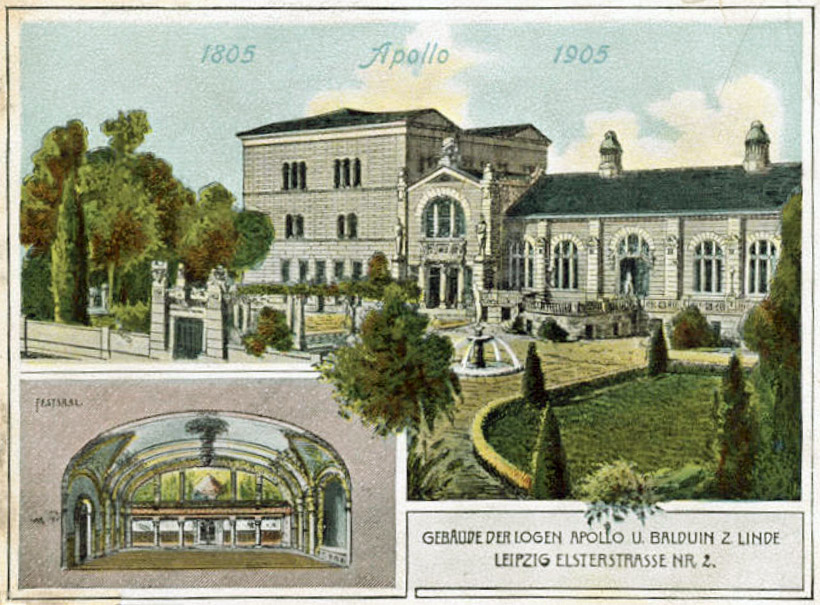
Logengebäude in der Elsterstraße 2 (1905)
Ansicht des Logengebäudes, rechts im Bild ist das Dach des Künstlerhauses zu sehen (etwa 1910)
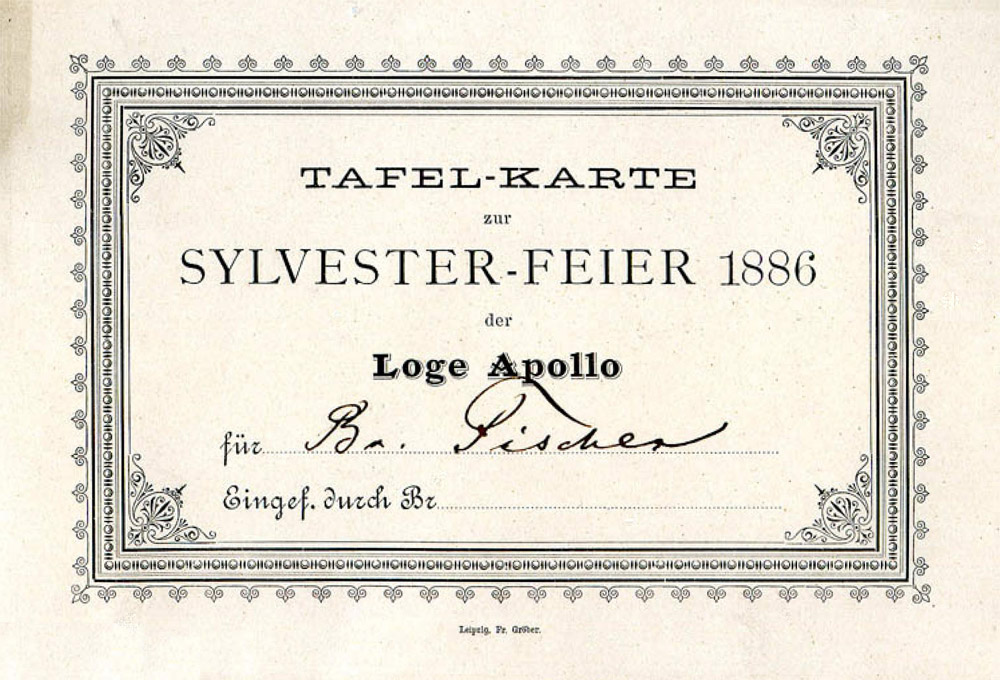
Tafelkarte zur „Sylvesterfeier“ 1886
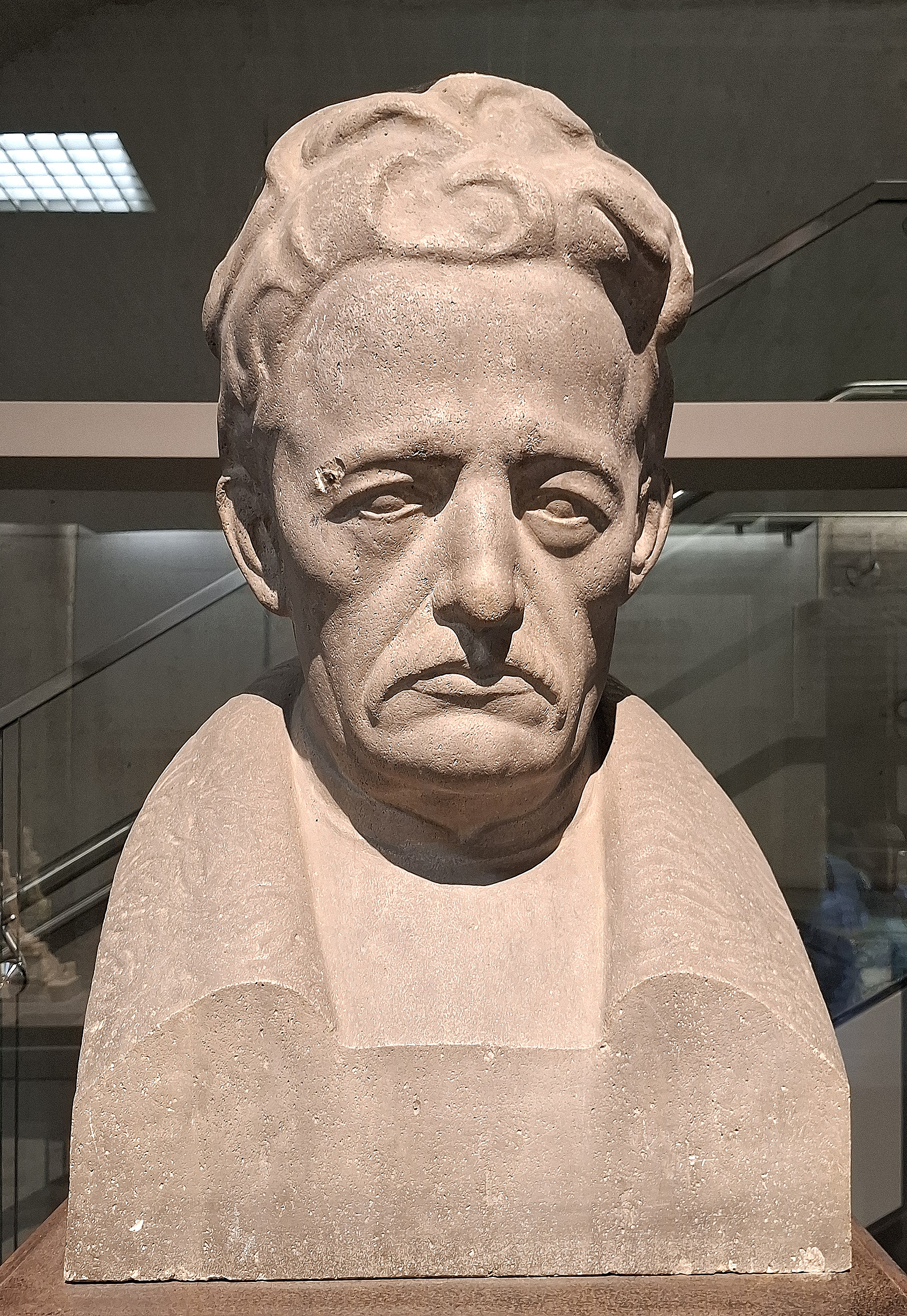
Büste von Clemens Thieme (1861–1945)